# رامي الجراح
رامي الجراح (بالإنجليزية: Rami Jarrah)‏ ولد في 11 حزيران/يونيو من عام 1984 في نيقوسيا لكنَّه سوري الأصل. هو ناشط سياسي غالبا ما يُشار إليه من قبل وسائل الإعلام الدولية بالاسم المستعار ألكسندر بايج خلال الحرب الأهلية السورية، منع نظام بشار الأسد معظم الصحفيين الدوليين من تغطية الحرب في سوريا والمجازر التي كانت ترتكبها القوات الحكومية في حق المدنيين؛ إلا أن رامي كان يتكلف بهذا الأمر ويُحاول جمع كل المعلومات حول ما يحصل في سوريا مما جعل المعطيات التي كان يُقدمها ذات قيمة خاصة.
كان مطلوبا للاستخبارات السورية في أيلول/سبتمبر-تشرين الأول/أكتوبر 2011 مما اضطره للهرب باتجاه مصر رفقة زوجته وابنته. معظم المعلومات التي كان يحصل عليها كان يقوم بنشرها على حسابه الشخصي في فيسبوك وتويتر تحت اسم ألكسندر بايج.
يملك رامي الجراح جنسيتين؛ واحدة سورية (البلد الأم) وأخرى بريطانية. عاش معظم حياته في لندن، لكنه كان يزور في كل مرة مدينة دمشق. اعتُقل في عام 2004 ووُضع لمدة 3 سنوات تحت الإقامة الجبرية وحظر السفر من قبل السلطات السورية. بين عامي 2004 و2007 تم استجوابه من قبل العديد من فروع الاستخبارات بشأن علاقته مع والديه وعلاقته مع المعارضين السوريين وكذلك طبيعة العلاقة التي تجمعه بحزب البعث. ألقي القبض عليه في 25 آذار/مارس 2011 خلال الثورة السورية وذلك أثناء تصويره لمظاهرة في الجامع الأموي، تعرَّض راميَ للتعذيب لمدة ثلاثة أيام ثُم أُطلق سراحه بعد إجباره على التوقيع على وثيقة يعترف فيها بأنه إرهابي مرسول من الخارج.
في أواخر عام 2011، اعتُقل الجراح في مطار الدوحة الدولي ثم أُرسل إلى سوريا لكن تم إطلاق سراحه بعد وقت وجيز جراء الضغط الكبير الذي مارسه مستخدمي تويتر من أجل نيله حريته.
وفقا للإذاعة الوطنية العامة فإن رامي قبل أن يصبح ناشطا كان رجل أعمال ناجح ويعيش حياة مريحة، ولكنه فضل الاستقالة من وظيفته من أجل الدفاع عن حقوق الإنسان في سوريا.

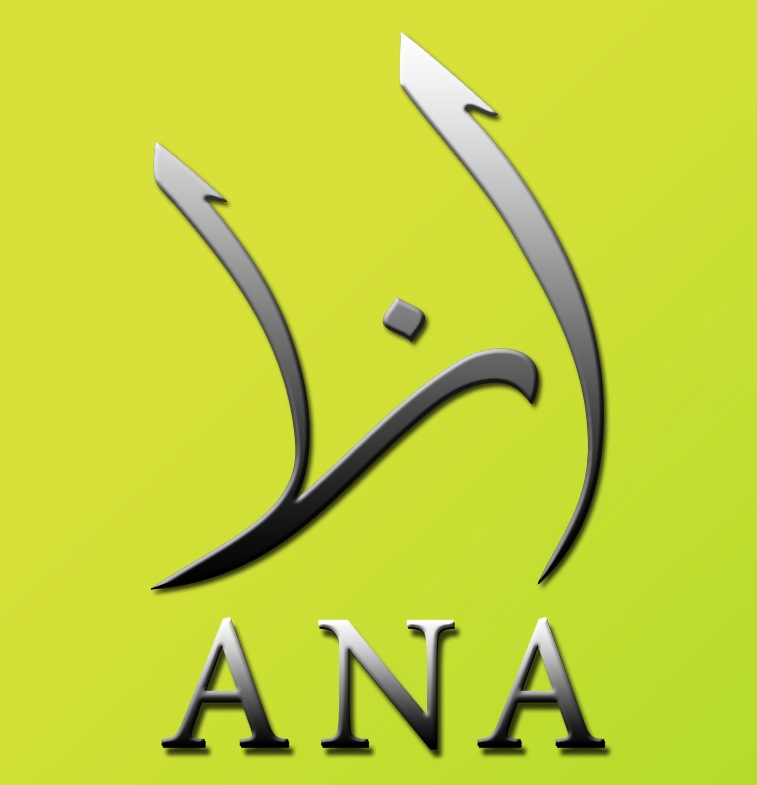
شعار أنا وكالة الإعلام السورية الحرة والمستقلة كبديل لــسانا التابعة للنظام السوري

في 2012، أسَّس الجراح رفقة صديق له صحيفة أو بالأحرى وكالة إعلام حملت اسم أنا؛  وهي وكالة إعلام حر ومستقل. تم تأسيس مكتب الوكالة في القاهرة نظرا لمخاطر القيام بذلك في سوريا بسبب أحداث الحرب الأهلية السورية وقمع الإعلام الحر والمستقل الذي ينهجه النظام السوري.

## السيرة الذاتية

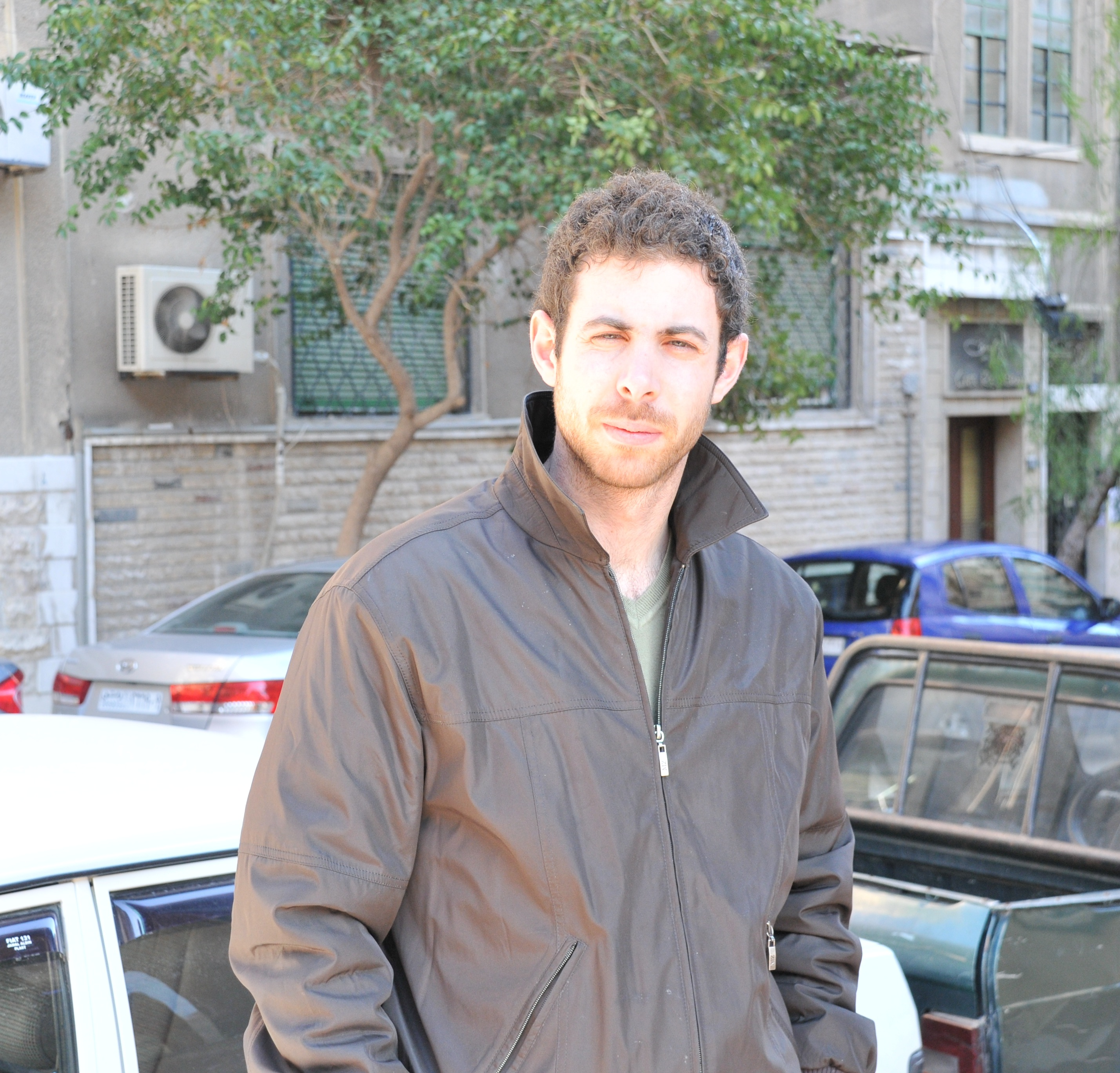
رامي الجراح في دمشق بسوريا بتاريخ فبراير من عام 2011

ولد رامي الجراح في نيقوسيا عاصمة قبرص بتاريخ 11 حزيران/يونيو 1984. والديه من المنفيين السوريين الذين أجبروا على الهروب إلى الجزيرة خلال الحرب في لبنان عام 1982. في عام 1986 انتقلت العائلة إلى لندن حيث أمضى السنوات الـ 15 المقبلة من حياته. في عام 2004 زار وطنه الأم سوريا وهناك تعرَّض لمضايقات كثيرة _لم يكن يتجاوز حينها 20 سنة_ ثم اعتُقل لفترة قصيرة وفُرض عليه حظر سفر مما اضطره إلى الاستقرار في سوريا لبعض الوقت. بدأ الجراح مشروع تجاري ناجح حيث أسس شركة استيراد وتصدير للتكنولوجيا الحديثة وأصبحت في وقت لاحق واحدة من أهم شركات التوزيع في البلد. انتهت مسيرته المهنية في أوائل عام 2011 بالتزامن مع الثورة السورية وذلك بسبب خلافه السياسي مع المدير العام للشركة نبيل العطار.
في تشرين الأول/أكتوبر 2011 فرَّ الجراح من سوريا بعد أن علم أنه مطلوب للمخابرات السورية جراء مشاركته في الانتفاضة ضد حكم الرئيس الأسد. استعمل اسم ألكسندر بايج كاسم مستعار لإخفاء نفسه وهويته الحقيقية حين التحدث إلى وسائل الإعلام الدولية. انتقل الجراح إلى القاهرة في أواخر عام 2011 وشارك في بعض أحداث ميدان التحرير. في 19 نوفمبر/تشرين الثاني 2011 اتهمت السلطات المصرية الجراح بأنه عميل لإسرائيل أُرسل من أجل بث الفتنة والتشجيع على الاضطرابات وذلك بعدما صور فيديو تظهر فيه قوات الأمن المصرية وهي تعتدي على متظاهرين سلميين.

## الأسرة
رامي هو ابن نوري الجراح؛ منشق سوري نُفي من البلد بسبب حكومة حزب البعث. أسس نوري مجلة أدبية ونشر فيها العديد من القضايا المتعلقة بسوريا كما نشر فيها دواورين شعرية وعدة قصائد. وهو أيضا مدير مركز الجغرافية العربية وآدابها التي يوجد مقرها في كل من أبوظبي ولندن. نشر المعهد أو المركز عددا من الأعمال المتعلقة بالأسفار العربية كما نشر مجموعة من القصص حول السفر أواخر القرن التاسع عشر. أما والدة رامي فهي لينا الطيبي وهي عضوة في المجلس الوطني السوري الذي تشكل خلال الحرب الأهلية السورية. لينا هي الأخرى من مُعارضي حكم بشار الأسد. صدرت لها عدد من المجموعات الشعرية باللغة العربية.

## الجوائز
حصل رامي عام 2012 على جائزة حرية الصحافة الدولية (IPFA) من مجمع الصحفيين الكنديين لحرية التعبير بسبب تغطيته المميزة لأحداث الحرب الأهلية السورية، وتُمنح الجائزة سنويا للصحفيين الذين أظهروا التزامهم بحقوق الإنسان ونشروا تقارير صادقة ومحايدة وتمكنوا من التغلب على عقبات هائلة في عملهم.